# Dom publiczny (obraz van Gogha)
Dom publiczny (hol. Bordeelscène, ang. The Brothel) – obraz olejny (Nr kat.: F 478, JH 1599) Vincenta van Gogha namalowany w październiku 1888 podczas jego pobytu w miejscowości Arles.  

## Historia
Zaprzyjaźniony z van Goghiem malarz Émile Bernard miał obsesję na punkcie domów publicznych. Obsesja ta znalazła ujście w sonecie La Prostitution w serii rysunków, które (jakiś czas przed Toulouse-Lautrekiem) dawały pogląd na życie prostytutek. Sonet ten oraz cykl wspomnianych rysunków, zatytułowanych Au Bordel (W burdelu) Bernard wysłał do van Gogha, co stało się inspiracją do namalowania przez tego ostatniego obrazu Dom publiczny. 
W liście napisanym do Bernarda na początku października van Gogh poinformował go, iż zaczął wstępny szkic obrazu, gdy pewnego razu stał się świadkiem sceny w nocnej kawiarni, kiedy pewien alfons i jego prostytutka próbowali dojść do zgody po sprzeczce. 
Kobieta była niewzruszona i harda, a mężczyzna przymilny. Zacząłem to malować dla ciebie z pamięci, na małym [płótnie] rozmiar 4 lub 6.
O sporządzeniu szkicu i zamiarze namalowania na jego podstawie obrazu pisał też w liście do brata Theo:
Mam już wstępny szkic burdelu i mam zamiar namalować obraz burdelu.